# 叉尾烏賊
叉尾烏賊（学名：Sepia furcata）为烏賊科烏賊屬下的一个种。其种加词“furcata”意为“叉状的”。